# Swezeyaria viridana
Swezeyaria viridana är en insektsart som beskrevs av Metcalf 1946. Swezeyaria viridana ingår i släktet Swezeyaria och familjen Tropiduchidae. Inga underarter finns listade i Catalogue of Life.